# Бельмон-сюр-Ранс (кантон)
Бельмо́н-сюр-Ранс (фр. Belmont-sur-Rance) — кантон во Франции, находится в регионе Юг — Пиренеи, департамент Аверон. Входит в состав округа Мийо.
Код INSEE кантона — 1202. Всего в кантон Бельмон-сюр-Ранс входят 6 коммун, из них главной коммуной является Бельмон-сюр-Ранс.

## Коммуны кантона
| Коммуна            | Население, чел. (2006) | Почтовый индекс | Код INSEE |
| ------------------ | ---------------------- | --------------- | --------- |
| Бельмон-сюр-Ранс   | 1 012                  | 12370           | 12025     |
| Монлор             | 667                    | 12400           | 12154     |
| Мун-Проанку        | 197                    | 12370           | 12192     |
| Мюрассон           | 207                    | 12370           | 12163     |
| Ребургий           | 268                    | 12400           | 12195     |
| Сен-Север-дю-Мутье | 226                    | 12370           | 12249     |

## Население
Население кантона на 2006 год составляло 2 557 человек.
| 1962  | 1968  | 1975  | 1982  | 1990  | 1999  | 2006  | 2007 |
| ----- | ----- | ----- | ----- | ----- | ----- | ----- | ---- |
| 2 574 | 3 019 | 2 639 | 2 517 | 2 524 | 2 508 | 2 557 | —    |